# Жак, Кристиан
Кристиан Жак (фр. Christian Jacq; род. 28 апреля 1947 года, Париж) — французский египтолог, популяризатор и писатель.
Древним Египтом заинтересовался в тринадцатилетнем возрасте, когда прочёл «Историю древнеегипетской цивилизации» Жака Пиренна. Под её влиянием Жак написал свой первый роман, а к восемнадцати годам его творческие наработки включали уже восемь книг. «Шампольон-египтянин», изданный в 1987 году, стал первым коммерчески успешным трудом писателя. На данный момент Кристиан Жак написал более пятидесяти книг, включая художественные и научно-популярные.
Кристиан Жак получил степень доктора египтологии в Сорбонне. Совместно с женой им был основан Институт Рамсеса, занимающийся фотографическим описанием Египта с целью защиты и сохранения археологических памятников, находящихся под угрозой.
В 1995 году Жак издал свой наиболее успешный труд — пятитомник «Рамсес» (о жизни и деятельности фараона XIX династии Рамсеса II Великого), переведённый и изданный в двух с половиной десятках стран. На основании известных исторических фактов Кристиан Жак выстраивает художественное эпическое повествование, вводя в него вымышленные элементы. Так, плодами фантазии автора являются вымышленные брат и сестра Рамсеса, ведущие с ним борьбу за власть. Жёнами фараона называются только Исинофрет (Исети), Нофретари и хеттская принцесса Маатхорнефрура. Жак насчитывает только два сына (Хаэмуаса и Мернептаха) и одну дочь Рамсеса II — Меритамон. Остальные две сотни детей фараона же считаются не биологическими сыновьями Рамсеса, а вельможами, занимающими административные посты при дворе.

## Книги на русском языке
Серия «Рамзес»
- Сын Солнца. — Ростов-на-Дону: Феникс, 1997. — Т. 1. — 480 с. — (Рамзес). — ISBN 978-5-222-00068-7.
- Храм Миллионов Лет. — Ростов-на-Дону: Феникс, 1998. — Т. 2. — 448 с. — (Рамзес). — ISBN 5-222-00085-0.
- Битва при Кадеше. — Ростов-на-Дону: Феникс. — Т. 3. — 486 с. — (Рамзес). — ISBN 5-222-00192-Х.
- Госпожа Абу-Симбела. — Ростов-на-Дону: Феникс, 1997. — Т. 4. — 448 с. — (Рамзес). — ISBN 5-222-00373-6.
- Под акацией Запада. — Ростов-на-Дону: Феникс, 1998. — Т. 5. — 384 с. — (Рамзес). — ISBN 5-222-00381-7.

Серия «Судья Египта» (Рамзес ч.2)
- Убитая пирамида. — М.: Гелеос, 2007. — Т. 1. — 480 с. — (Судья Египта). — ISBN 978-5-8189-0864-9.
- Закон пустыни. — М.: Гелеос, 2007. — Т. 2. — 480 с. — (Судья Египта). — ISBN 978-5-8189-1032-1.
- Возвращение фараона. — М.: Гелеос, 2007. — Т. 3. — 416 с. — (Судья Египта). — ISBN 978-5-8189-1081-9.

Серия «Земля фараонов»
- Война кланов. — Х.: Клуб семейного досуга, 2013. — Т. 1. — 416 с. — (Земля фараонов). — ISBN 978-966-14-4252-7.
- Ночь Скорпиона. — Х.: Клуб семейного досуга, 2013. — Т. 2. — 368 с. — (Земля фараонов). — ISBN 978-5-9910-2412-9.
- Глаз сокола. — Х.: Клуб семейного досуга, 2014. — Т. 3. — 366 с. — (Земля фараонов). — ISBN 978-5-9910-2803-5.

Другие или вне серии
- Египет великих фараонов. История и легенда / Пер. с франц. Е. В. Пантюшева; послесл. и примеч. О. В. Томашевич. — М.: ГРВЛ, 1992. — 326 с. — (По следам исчезнувших культур Востока). — ISBN 5-02-016654-5.
- Нефертити и Эхнатон: Солнечная чета. — М.: Молодая гвардия, 2006. — Т. 756. — 215 с. — (Жизнь замечательных людей). — ISBN 5-235-02918-6.
- Дело Тутанхамона. — М.: Гелеос, 2007. — 512 с. — ISBN 978-5-8189-0890-8.
- В стране фараонов. — М.: Гелеос, 2008. — 288 с. — ISBN 978-5-8189-1210-3.
- Рамзес II: Сын Света. — М.: АСТ, 2008. — 416 с. — ISBN 978-5-17-047571-1.